# オルチャータ

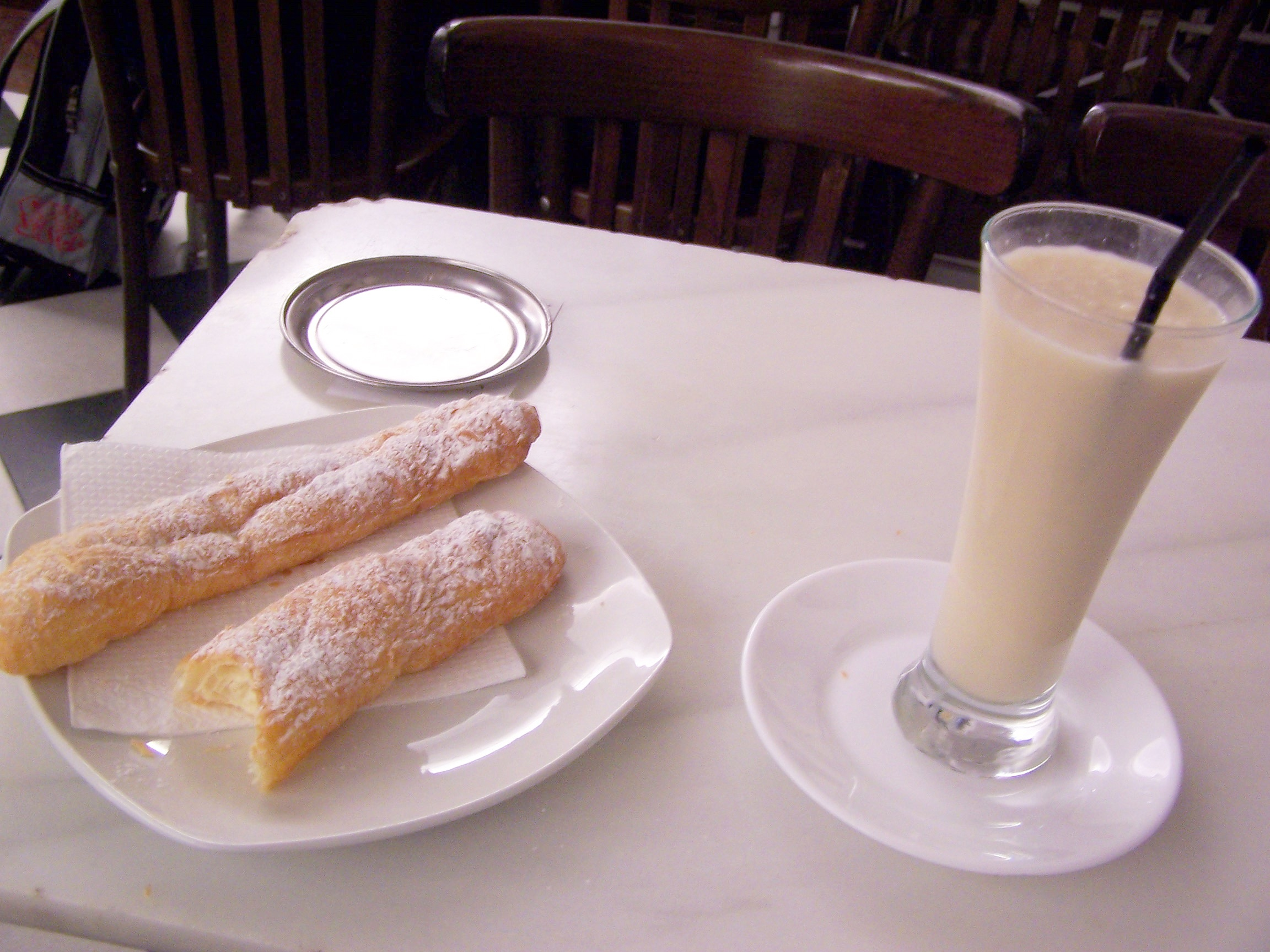
オルチャータ・デ・チュファ（右）

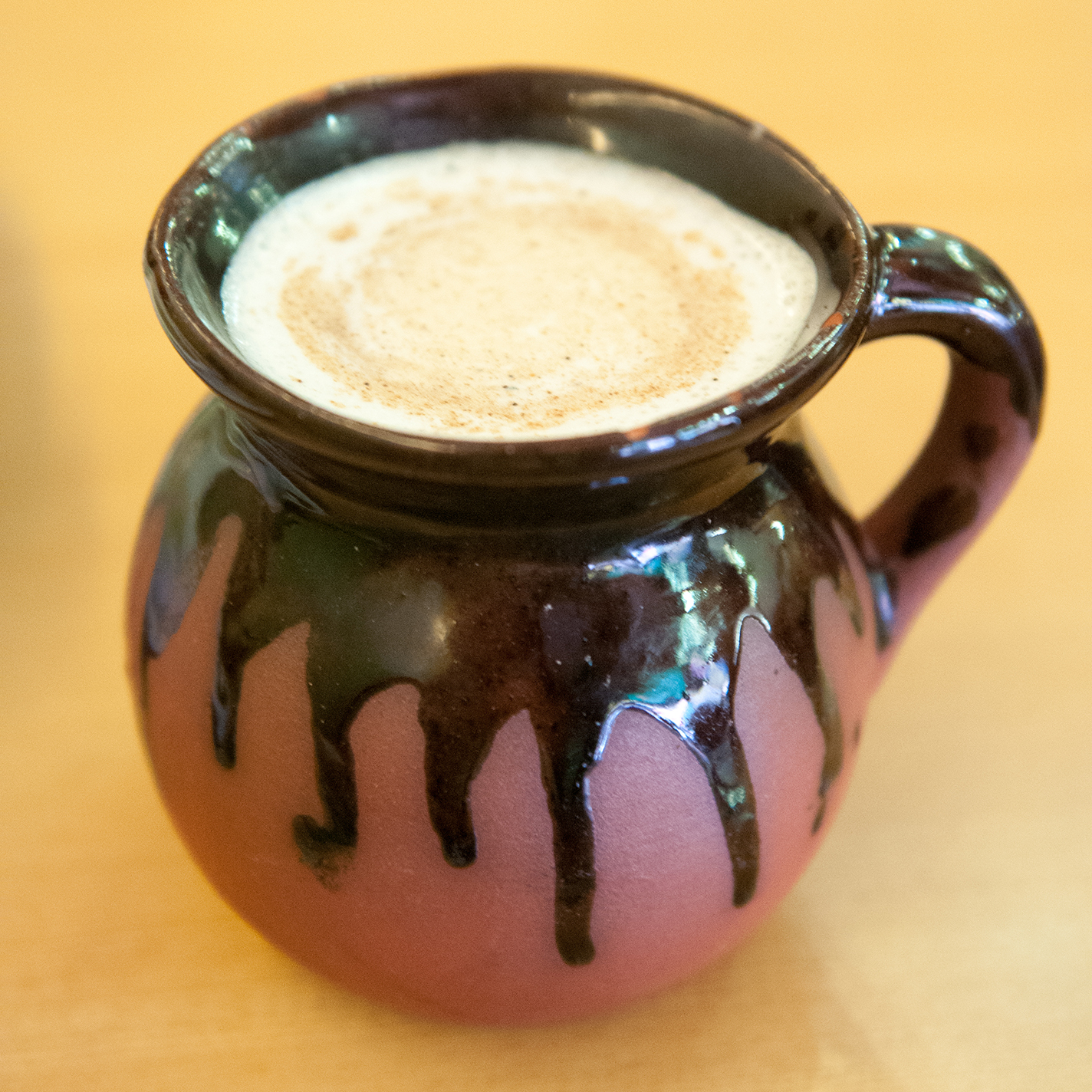
Horchata (メキシコ)

オルチャータ（スペイン語：horchata、orchata、バレンシア語：orxata）とは、キハマスゲ（Cyperus esculentus）の地下茎の汁もしくは代用として米などを主原料として、砂糖や蜂蜜、スパイス等を原料とする飲料。

## 概要
オルチャータの起源は大麦を使った飲料であり、名前もラテン語で大麦を意味するホルデウム（hordeum）に由来している。大麦を使った飲料はヨーロッパ各国で独自に発展し、イギリスではアーモンドを使用し、カクテルなどに用いるオージェイト・シロップ（英：Orgeat）、スペインではキハマスゲ（ショクヨウガヤツリ）を使用するオルチャータ・デ・チュファ（horchata de chufa）などに変化した。それらの中で現在でも大麦を主原料としているものは無い。
キハマスゲの地下茎（チュファ）の絞り汁に水、砂糖もしくは蜂蜜を加えて作られるのがオルチャータ・デ・チュファである。通常スペインでオルチャータと呼ぶ場合はチュファを原料とするものを指す。
乳白色もしくはわずかに黄色がかった乳白色で、牛乳のようなまろやかな味わいと独特の香ばしい風味があり、好みによってアーモンドの粉末やシナモンのようなスパイスを加える飲み方がある。
従来は販売の際にその場でチュファを絞っていたが、現在ではあらかじめ混ぜたものを冷蔵し、ポットや撹拌機能付きのディスペンサーから注ぐのが主流となっている。さらに家庭・業務用に水で戻す粉末タイプや、濃縮タイプも販売されている。

## 飲用

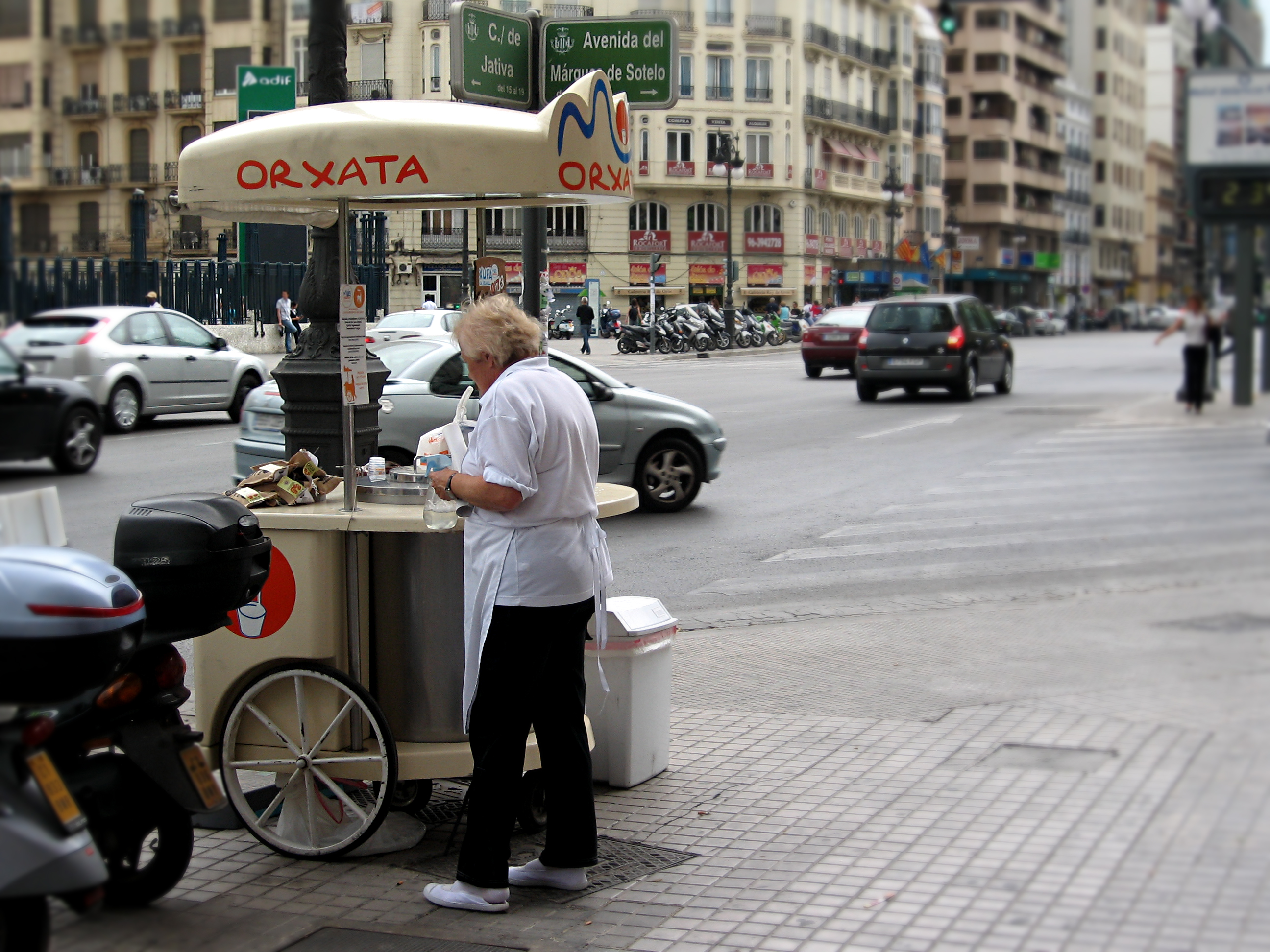
オルチャータの屋台、バレンシア

オルチャータ発祥の地であるスペインでは一般的な飲料であり、スペイン語圏にも飲料として普及している。チュファからオルチャータを作る技法自体は、イベリア半島にイスラム王朝が成立していた8～13世紀に伝播してきたと考えられている。
特にバレンシア地方はチュファの産地であり、名物としてオルチャータ専門の喫茶店も見られる。氷を入れ冷やして飲むため、夏には欠かせない定番の飲料となっている。
「ファルトン」（fartón）という甘い菓子パンをオルチャータに浸して食べるほか、凍らせてシャーベットにしたり、スープのような料理にも用いられる。
メキシコでは一般的な飲料ではあるが、チュファが手に入りにくく価格が高いため、米を主原料としメロンの種やアーモンドの粉末などによって風味を添加している。また、アメリカ合衆国でもメキシコの食文化の流入に伴いオルチャータが徐々に普及している。
その他では、エルサルバドル、ニカラグア、ホンジュラス、コスタリカ、キューバなどで、それぞれ現地のハーブや種子（アーモンド、アマの種子など）、牛乳なども用いたオルチャータが飲まれている。
日本では知名度が低く、スペイン料理店やメキシコ料理店であっても取り扱っていない場合もある。